# Hecla (Dakota du Sud)
Pour les articles homonymes, voir Hecla.
Hecla est une municipalité américaine située dans le comté de Brown, dans l'État du Dakota du Sud. Selon le recensement de 2010, elle compte 227 habitants. La municipalité s'étend sur 0,34 milles carrés (0,88 km2).
Fondée en 1886, la ville doit son nom à un volcan islandais, le Hekla.

## Démographie
| 1900 | 1910 | 1920 | 1930 | 1940 | 1950 |
| ---- | ---- | ---- | ---- | ---- | ---- |
| 160  | 462  | 553  | 558  | 555  | 500  |

| 1960 | 1970 | 1980 | 1990 | 2000 | 2010 |
| ---- | ---- | ---- | ---- | ---- | ---- |
| 444  | 407  | 435  | 398  | 314  | 227  |